# Autocesta A11
L'autostrada A11 (in croato Autocesta A11) è un'autostrada croata, che collega Zagabria a Sisak. Ne è previsto il prolungamento fino al confine bosniaco-erzegovese.